# Scopula pumilio
Scopula pumilio är en fjärilsart som beskrevs av Rothschild 1914. Scopula pumilio ingår i släktet Scopula och familjen mätare. Inga underarter finns listade.